# 温 (姓)
温（おん）は、漢姓の一つ。

## 中国の姓
温（おん）は、中国の姓の一つ。2020年の中華人民共和国の統計では人数順の上位100姓に入っていないが、台湾の2018年の統計で異体字の「温」は65番目に多い姓で、42,016人がいる。一方、正体字の「溫」は104番目に多い姓で、14,097人がいる。

### 著名な人物
- 温恢 - 三国時代魏の政治家・武将。
- 温嶠 - 東晋の政治家。温恢の曾孫。
- 温庭筠 - 唐の詩人。
- 温家宝 - 中華人民共和国の政治家。
- デリック・ワン - 中国香港出身の俳優、歌手。本名溫兆麟
- 温昇豪 - 台湾の俳優
- 温家宝 (サッカー選手)（中国語版） - 1999年生、中華人民共和国のサッカー選手（DF）。

## 朝鮮の姓
温（おん、オン、朝: 온）は、朝鮮人の姓の一つである。

### 著名な人物
- 温達（朝鮮語版） - 高句麗の武臣、平原王の娘婿。
- 温昭珍 - 韓国の囲碁棋士。

### 歴史
『朝鮮氏族通譜』によると、温氏の本貫は、金溝・西原・温陽・全州・伊城・羅州・平皐・巨野・慶州などの本貫がある。
温氏は高句麗平原王の時に平岡公主と婚姻し、平原王の娘婿となった温達からの血統が始まる。高句麗宝蔵王時代に温沙門将軍は唐の薛仁貴が率いる侵攻軍を横山で退けた。その後、新羅の真徳王の時に温君解、高麗の忠穆王の時に淮陽府使を務めた温粋、高麗の恭愍王の時に礼曹判書を務めた温善と右部侍廊を務めた温信兄弟がいる。始祖温粋の次男の温信が右部侍廊として高麗の恭愍王15年に辛旽の専横を弾劾し、巨野に流罪となった。そして子孫が温信を1世とし、流罪となる鳳城を本貫とした。
温信の7世孫温孝鎮が咸鏡道北青郡に住み、戸籍の誤記により清州（北青の誤記）に分貫され、温善と温信の14世孫温希英が慶州に住み、慶州に分貫された。
全羅北道金堤市金溝面を本貫とする金溝温氏は、朝鮮時代の温夢祥・温以牧が武科に及第し、温必晋・温大一が生員試に合格し、温彪・温珽吉が進士試に合格した。
咸鏡南道北青郡を本貫とする清州温氏は、温儀得、温昌奉が1784年（正祖8年）、武科に及第したが、居住地は咸鏡道洪原と北青であった。
この他に、通政大夫温儀立の子息温悌業が1726年（英祖2年）、武科に及第したが、本貫は金器となり、居住地は平安道安州となっている。
その他に丹陽温氏、温陽温氏などがあるが、いずれも同じ血統で、温達を都祖とし、温氏中央宗親会を構成した。

### 氏族
| 氏族（地域） | 人数（2015年） | 備考     |
| ------------ | -------------- | -------- |
| 慶州温氏     | 433            |          |
| 近渓温氏     | 17             |          |
| 錦江温氏     | 1,838          |          |
| 金溝温氏     | 1,581          | 금구온씨 |
| 金岐温氏     | 28             |          |
| 金満温氏     | 102            | 금만온씨 |
| 金清温氏     | 29             | 금청온씨 |
| 金溝温氏     | 307            | 김구온씨 |
| 金満温氏     | 14             | 김만온씨 |
| 金堤温氏     | 24             |          |
| 金清温氏     | 5              | 김청온씨 |
| 金浦温氏     | 11             |          |
| 金海温氏     | 59             |          |
| 羅州温氏     | 14             |          |
| 丹陽温氏     | 40             |          |
| 鳳山温氏     | 13             |          |
| 鳳城温氏     | 438            |          |
| 北青温氏     | 9              |          |
| 松野温氏     | 7              |          |
| 安義温氏     | 47             |          |
| 温陽温氏     | 37             |          |
| 長安温氏     | 6              |          |
| 清州温氏     | 291            |          |

### 人口と割合
| 年度   | 人口    | 世帯数   | 順位         | 割合 |
| ------ | ------- | -------- | ------------ | ---- |
| 1960年 | 2,480人 |          | 258姓中122位 |      |
| 1985年 | 4,396人 | 1045世帯 | 274姓中124位 |      |
| 2000年 | 5,081人 | 1548世帯 | 286姓中129位 |      |
| 2015年 | 5,418人 |          |              |      |